# مبروك العيد (فلم)
مبروك العيد هو فيلم تلفزي مغربي من إخراج زكية الطاهري وأحمد بوشعالة سنة 2012، وبطولة كل من عبدو المسناوي، عزيز الحطاب، ليلى الفاضلي، صلاح الدين بنموسى، وآخرين.
يتطرق الفيلم في قالب درامي كوميدي لموضوع الصعوبات التي يواجهها العاطلون عن العمل عند اقتراب عيد الأضحى.

## القصة
يحكي الفيلم قصة «عزيز»، رب أسرة لا يملك دخلا مستقرا، ويريد أن يشتري أضحية من نوع جيد، حتى يظهر بمظهر مشرف أمام أقاربه، وخاصة أمام ابنه. فيلجأ رفقة صديقه «فؤاد» لعدة طرق منها الاحتيال والخداع من أجل العيش، ومن أجل تحصيل المبلغ الكفيل بشراء أضحية العيد.